# خوزه گیاکونه
خوزه گیاکونه (انگلیسی: José Giacone؛ زادهٔ ۵ ژانویه ۱۹۷۱) بازیکن فوتبال اهل آرژانتین است.